# William McKinley
|  | Per a la muntanya d'Alaska, vegeu Mont McKinley |

William McKinley (Niles, Ohio, Estats Units, 24 de febrer de 1843 – Buffalo, 14 de setembre de 1901) fou un polític estatunidenc, president dels Estats Units (1896–1901).
Va ser diputat al Congrés pel Partit Republicà entre 1877 i 1881. L'any 1890 va presentar el projecte de llei de duanes més conegut amb el nom de l'Aranzel McKinley o Bill McKinley, sens dubte la seva obra cabdal en la política proteccionista.
El 1896 va ser elegit president dels Estats Units. De la seva política expansionista n'és el fruit la Guerra Hispano-estatunidenca de 1898, l'annexió de les illes Hawaii (1898), la tutela de les Samoa Orientals (1899) i tot un plegat de polítiques neo-colonials que anaven dirigides a dominar el continent americà.
El 1900 va ser reelegit. Un any després va ser assassinat per l'anarquista Leon Czolgosz.